# Арно Жер
Арно Жер (фр. Arnaud Geyre, 21 квітня 1935 — 20 лютого 2018) — французький велогонщик.
Олімпійський чемпіон 1956 року в командній шосейній гонці, срібний призер 1956 року в груповій шосейній гонці.